# Jayson Megna
Jayson Megna, född 1 februari 1990, är en amerikansk professionell ishockeyforward som tillhör NHL-organisationen Colorado Avalanche och spelar för deras primära samarbetspartner Colorado Eagles i AHL.
Han har tidigare spelat på NHL-nivå för Vancouver Canucks, New York Rangers och Pittsburgh Penguins och på lägre nivåer för Hershey Bears, Utica Comets, Hartford Wolf Pack och Wilkes-Barre/Scranton Penguins i AHL samt Omaha Mavericks (University of Nebraska Omaha) i NCAA och Cedar Rapids Roughriders i USHL.
Megna blev aldrig draftad av någon NHL-organisation.
Han skrev på ett ettårskontrakt värt 650 000 dollar med Washington Capitals den 2 juli 2018.

## Privatliv
Jayson Megna är äldre bror till ishockeyspelaren Jaycob Megna som spelar inom organisationen för Anaheim Ducks i NHL.

## Statistik
| 2007–2008   | Tabor Academy                  |             | 25  | 8  | 19 | 27  | —   | —  | — | — | —  | —  |
| 2008–2009   | Tabor Academy                  |             | 25  | 13 | 25 | 38  | —   | —  | — | — | —  | —  |
| 2009–2010   | Cedar Rapids Roughriders       | USHL        | 56  | 11 | 15 | 26  | 62  | 5  | 0 | 0 | 0  | 6  |
| 2010–2011   | Cedar Rapids Roughriders       | USHL        | 60  | 30 | 28 | 58  | 45  | 8  | 4 | 3 | 7  | 4  |
| 2011–2012   | Omaha Mavericks                | NCAA        | 38  | 13 | 18 | 31  | 27  |    |   |   |    |    |
| 2012–2013   | Wilkes-Barre/Scranton Penguins | AHL         | 56  | 5  | 7  | 12  | 28  | 12 | 2 | 3 | 5  | 0  |
| 2013–2014   | Pittsburgh Penguins            | NHL         | 36  | 5  | 4  | 9   | 6   | 2  | 0 | 0 | 0  | 0  |
|             | Wilkes-Barre/Scranton Penguins | AHL         | 25  | 9  | 6  | 15  | 4   | 13 | 1 | 2 | 3  | 4  |
| 2014–2015   | Pittsburgh Penguins            | NHL         | 12  | 0  | 1  | 1   | 14  | —  | — | — | —  | —  |
|             | Wilkes-Barre/Scranton Penguins | AHL         | 63  | 26 | 13 | 39  | 40  | 8  | 1 | 4 | 5  | 2  |
| 2015–2016   | New York Rangers               | NHL         | 6   | 1  | 1  | 2   | 2   | —  | — | — | —  | —  |
|             | Hartford Wolf Pack             | AHL         | 68  | 15 | 29 | 44  | 22  | —  | — | — | —  | —  |
| 2016–2017   | Vancouver Canucks              | NHL         | 58  | 4  | 4  | 8   | 6   | —  | — | — | —  | —  |
|             | Utica Comets                   | AHL         | 4   | 1  | 2  | 3   | 0   | —  | — | — | —  | —  |
| 2017–2018   | Vancouver Canucks              | NHL         | 1   | 0  | 0  | 0   | 0   | —  | — | — | —  | —  |
|             | Utica Comets                   | AHL         | 25  | 4  | 9  | 13  | 6   | —  | — | — | —  | —  |
| 2018–2019   | Hershey Bears                  | AHL         | —   | —  | —  | —   | —   | —  | — | — | —  | —  |
| NHL totalt  | NHL totalt                     | NHL totalt  | 113 | 10 | 10 | 20  | 28  | 2  | 0 | 0 | 0  | 0  |
| AHL totalt  | AHL totalt                     | AHL totalt  | 241 | 60 | 66 | 126 | 100 | 33 | 4 | 9 | 13 | 6  |
| USHL totalt | USHL totalt                    | USHL totalt | 116 | 41 | 43 | 84  | 107 | 13 | 4 | 3 | 7  | 10 |